# Elektronisch afval

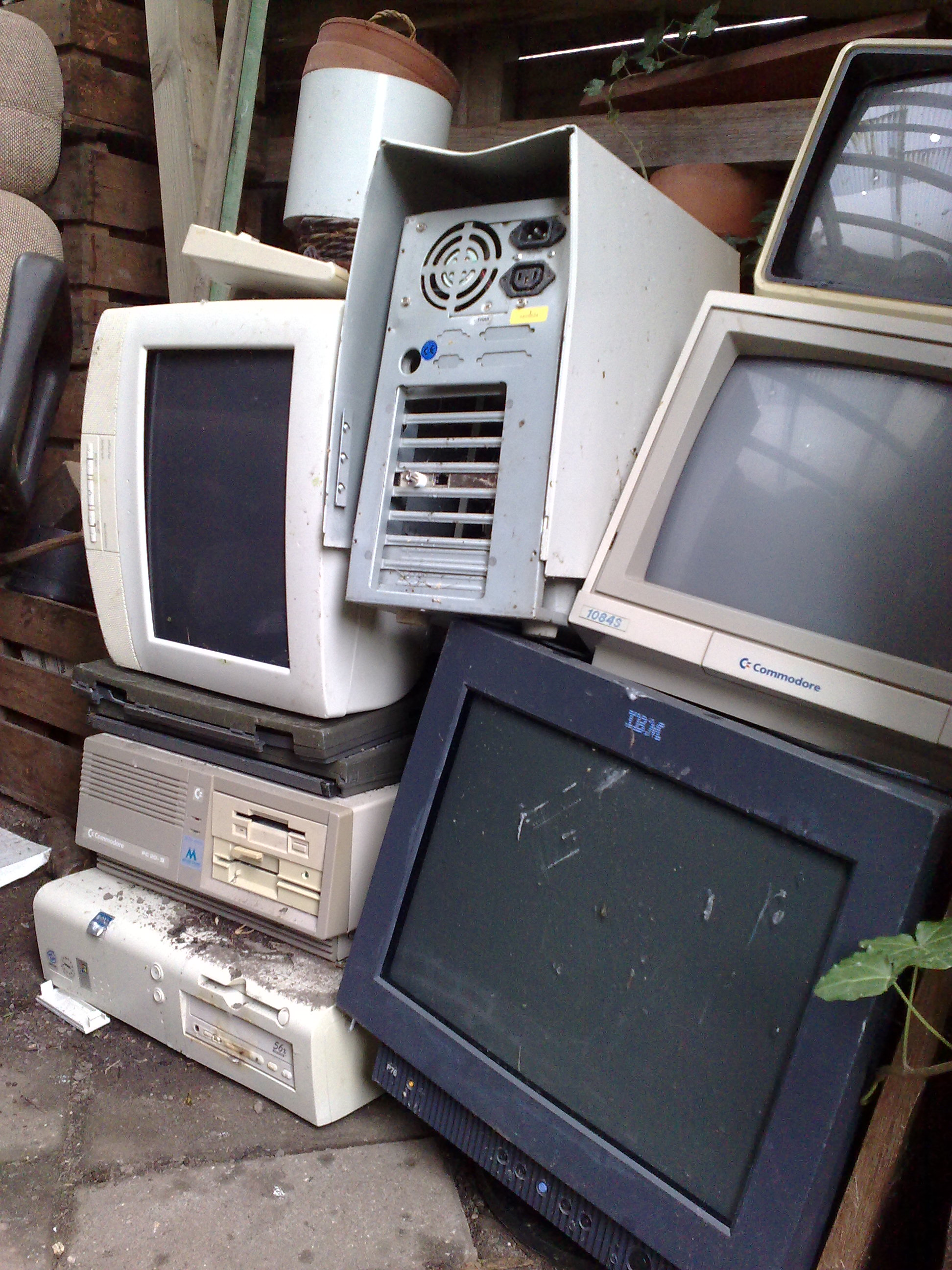
Elektronisch afval

Elektronisch afval, ook wel e-waste genoemd, is afval dat bestaat uit defecte of verouderde elektrische en elektronische toestellen.
Ook onverkochte toestellen worden als elektronisch afval beschouwd.
De verwerking van dit afval gebeurt voor een deel in ontwikkelingslanden, waar het ernstige gezondheids- en verontreinigingsproblemen veroorzaakt die toe te schrijven zijn aan gebrek aan insluiting, zoals lekkende stortplaatsen, en ook aan het verbranden van het afval. De Conventie van Bazel heeft zich als doel gesteld deze problemen aan te pakken.
Hergebruik en (deskundige) recycling worden gepromoot als alternatieven voor elektronisch afval.

## Definitie
De Conventie van Bazel probeert oude elektronica onder te verdelen in 'elektronisch afval', 'schroot' en 'geschikt voor reparatie', alhoewel een precieze onderverdeling moeilijk te definiëren is.
Voor sommigen omvat 'elektronisch afval' alle gebruikte consumentenelektronica (zoals computers, mobiele telefoons of wasmachines), of ze nu verkocht, geschonken of door hun eigenaar verworpen zijn. Deze definitie omvat dus gebruikte elektronica dat voor hergebruik, wederverkoop, berging, recycling of verwijdering bestemd is.
Anderen vinden dat herbruikbare goederen (werkende en herstelbare elektronica) en schroot (koper, staal, plastic enzovoort) handelswaar zijn en gebruiken de term "afval" alleen voor residu of materiaal dat door de koper wordt verworpen.
Er blijft discussie over het onderscheid tussen "handelswaar" en "afval"-elektronica. Sommige exporteurs mengen verouderde of defecte goederen in ladingen werkend materiaal (uit onwetendheid of om duurdere behandelingsprocedés voor slechte toestellen te vermijden). Anderzijds proberen sommige invoerende landen hun eigen productie te beschermen door werkende en herstelbare toestellen te weren. Sommige grote computerfabrikanten proberen gebruikte computers te classificeren als 'afval' omdat kleinere spelers met gerecycleerde computeronderdelen goedkopere computers zouden kunnen assembleren.
Zolang het toestel niet vrij is van gevaarlijke substanties moet de ontmanteling en de recycling met grote zorg worden ondernomen om verontreiniging en risico's op de werkplaats te vermijden en is er nood aan controle gedurende het traject.
Een andere, meestal totaal vergeten, manier waarop elektronica zijn uitweg vindt, is het verschepen. Voertuigen tjokvol afgedankte elektronische spullen vertrekken vanuit de Antwerpense haven. Het grootste deel van het afval wordt in Afrikaanse landen in de open lucht verbrand.

## Problemen
De consumptie-economie, ondersteund door de snelle ontwikkelingen in de technologie en de lage productiekosten, heeft tot een wereldwijd, snelgroeiend afvalprobleem geleid. De technische oplossingen zijn beschikbaar, maar in de meeste gevallen moeten een juridisch kader, een inzamelingssysteem en de nodige logistiek worden ingevoerd alvorens een technische oplossing kan worden toegepast.
In de Verenigde Staten komt een geschatte 70% van de zware metalen op stortplaatsen uit gedumpte elektronica, terwijl het elektronische afval er slechts 2% van het afval op stortplaatsen vertegenwoordigt. In 2007 werden ongeveer 250 miljoen pc's verkocht. Volgens het Environmental Protection Agency (afgekort tot EPA of soms USEPA), het Agentschap voor de Milieubescherming van de Verenigde Staten, worden jaarlijks naar schatting 30 tot 40 miljoen pc's uit dienst genomen. In 2022 had in Nederland 91% van de mensen  van 16 jaar of ouder een smartphone. Ruim 70% had een laptop en ruim de helft had een tablet. Een minderheid (ruim 30%) had een pc. 8% van de mensen van 16 jaar of ouder had geen enkele van de genoemde apparaten.
Elektronische overschotten hebben uiterst hoge kostenverschillen. Terwijl een enkele herstelbare laptop honderden euro's waard kan zijn, is een geïmplodeerd beeldscherm (CRT) uiterst moeilijk en duur te recycleren. Dit heeft tot een moeilijke markteconomie geleid, die onbedoeld inzamelaars beloont die het materiaal niet sorteren. Grote hoeveelheden gebruikte elektronica worden verkocht aan landen waar een hoge vraag naar grondstoffen heerst en met voldoende mankracht om toestellen te herstellen of te ontmantelen. Dit leidt tot een afvalstroom naar arme gebieden zonder veel milieuwetten.
Het ongecontroleerde verbranden, ontmantelen en verwijderen van het afval veroorzaken milieu- en gezondheidsproblemen, vooral voor de betrokken werknemers. De handel in elektronisch afval wordt gecontroleerd door de Conventie van Bazel. Nochtans stelt de Conventie van Bazel specifiek herstelling en heropfrissing van gebruikte elektronica in Bijlage IX vrij.
Elektronisch afval is vooral een thema wegens de giftigheid en het kankerverwekkende van enkele substanties indien ze incorrect worden verwerkt. De giftige substanties in elektronisch afval kunnen lood, kwik en cadmium omvatten. De kankerverwekkende substanties in elektronisch afval kunnen pcb's omvatten. Een typisch computerscherm kan meer dan 6% lood bevatten in gewicht. Condensatoren, transformatoren, pvc ter isolatie en coating van voor 1977 bevatten vaak gevaarlijke hoeveelheden pcb's. Elektronisch afval bevat tot achtendertig verschillende chemische elementen. Het gebrek aan duurzaamheid van de elektronica en de computertechnologie is een andere reden om elektronisch afval te recycleren of, praktischer, te hergebruiken.
Elektronische afvalverwerkingssystemen zijn de laatste jaren verbeterd als gevolg van onderzoek, versterkte regelgeving en een verhoogde belangstelling uit de bedrijfswereld. Door deze ontwikkelingen wordt elektronisch afval minder tot grondstof herleid via energie-intensieve decyclingprocessen (bijvoorbeeld conventionele recycling), maar eerder hergebruikt en gerenoveerd. Er zijn meerdere milieu- en sociale voordelen aan hergebruik:
1. verminderde vraag naar nieuwe producten
2. een evenredige vermindering aan ruwe grondstoffen (met hun eigen milieu-kenmerken die niet in de kosten van de grondstoffen verrekend worden), zuiver water en energie voor de bijhorende productie
3. minder verpakking per eenheid
4. bredere beschikbaarheid van de technologie door beter betaalbare producten
5. verminderd gebruik van stortplaatsen.

De uitdagingen blijven: wanneer men de componenten niet wil of niet kan hergebruiken, dan volgt vaak conventionele recycling of storten op een vuilnisbelt. De normen voor beide 'oplossingen' verschillen sterk door de lokale wetgevingen, zowel in westerse landen als in ontwikkelingslanden. Hoewel dit verandert zijn momenteel de pijnpunten: de complexiteit van de verschillende te verwijderen componenten; de kosten van ecologisch verantwoordde recycleringsystemen; de nood aan zorgvuldige, gezamenlijke en systematisch inzameling; de verwerking van het materiaal. Veel van de kunststoffen die in elektronisch materiaal worden gebruikt, bevatten vlamvertragers. Dit zijn over het algemeen halogenen die aan de kunsthars worden toegevoegd, en de recyclage ervan erg bemoeilijken.

## Nederland
De Regeling van de Staatssecretaris van Infrastructuur en Milieu, van 3 februari 2014, nr. IENM/BSK-2014/14758, houdende vaststelling regels met betrekking tot afgedankte elektrische en elektronische apparatuur (Regeling afgedankte elektrische en elektronische apparatuur) bepaalt dat consumenten hun elektronisch afval op twee manieren kunnen inleveren:
- Huishoudelijke apparaten kunnen worden ingeleverd bij de winkel waar op dat moment een nieuw, soortgelijk apparaat wordt gekocht. Dit is de zogenaamde oud-voor-nieuwregeling.
- Men kan kleine elektrische en elektronische apparatuur inleveren bij winkels met een verkoopoppervlak voor elektrische en elektronische apparatuur van ten minste 400 vierkante meter. Het betreft apparaten die niet breder, hoger en langer dan 25 centimeter zijn. Dit is de zogenaamde oud-voor-nietsregeling.

Daarnaast kunnen apparaten worden ingeleverd bij de milieuparken die in Nederland en België inmiddels in iedere gemeente aanwezig zijn.